# Le Dernier des Mohicans
Pour les articles homonymes, voir Le Dernier des Mohicans (homonymie).
Le Dernier des Mohicans (The Last of the Mohicans) est un roman historique américain de James Fenimore Cooper, publié pour la première fois en janvier 1826, notamment par un éditeur apprécié et diffusé à l'époque, nommé Carey & Lea. Deuxième des cinq ouvrages composant le cycle des Histoires de Bas-de-Cuir (Leatherstocking), il se situe entre Le Tueur de daims (The Deerslayer) et Le Lac Ontario (The Pathfinder).

## Contexte historique

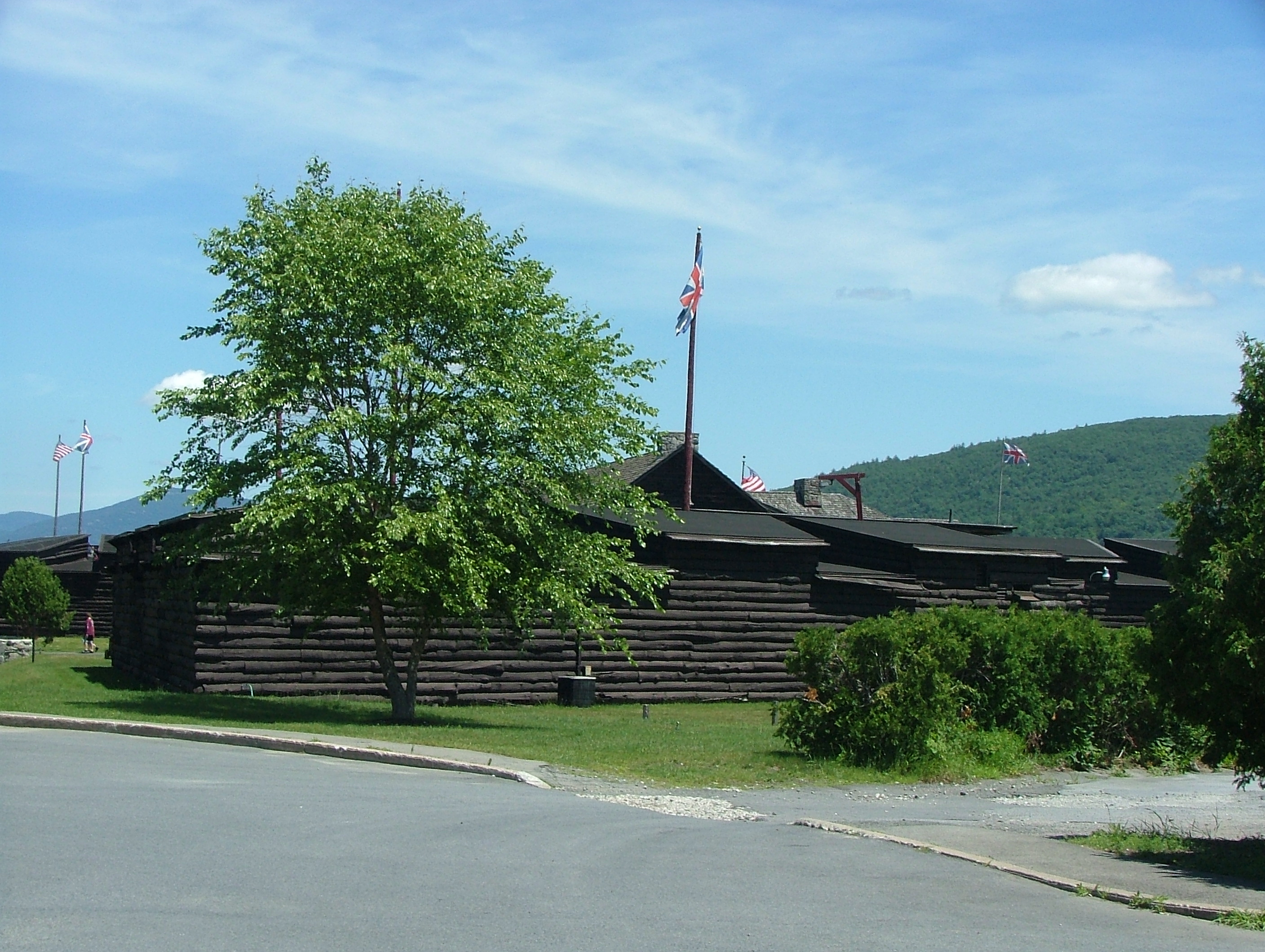
Reconstitution de Fort William Henry.

Le récit a pour théâtre l’Amérique du Nord, pendant la guerre de la Conquête (guerre de Sept ans). Les affrontements entre Français et Anglais en forment la toile de fond. Cooper décrit notamment la bataille de Fort William Henry qui oppose, en juillet et août 1757, les troupes du général français marquis de Montcalm (et de ses alliés amérindiens) à celles du colonel britannique Munro.

## Résumé
En juillet 1757, Montcalm remonte le lac Champlain et se dirige avec des soldats « aussi nombreux que les feuilles de la forêt » vers le fort William Henry, tenu par le colonel Munro qui dispose de faibles moyens de défense. C’est le moment que choisissent Cora et Alice, les filles de Munro, pour s’en aller rejoindre leur père. Elles sont accompagnées de David La Gamme, maître en psalmodie, du major Duncan Heyward et d’un guide indien, Magua, qui a tôt fait de les égarer.
Fort heureusement les voyageurs rencontrent le chasseur blanc Œil-de-Faucon et ses deux amis mohicans : Chingachgook et son fils, Uncas. Le guide, Magua, est objet de soupçons. Il prend la fuite.

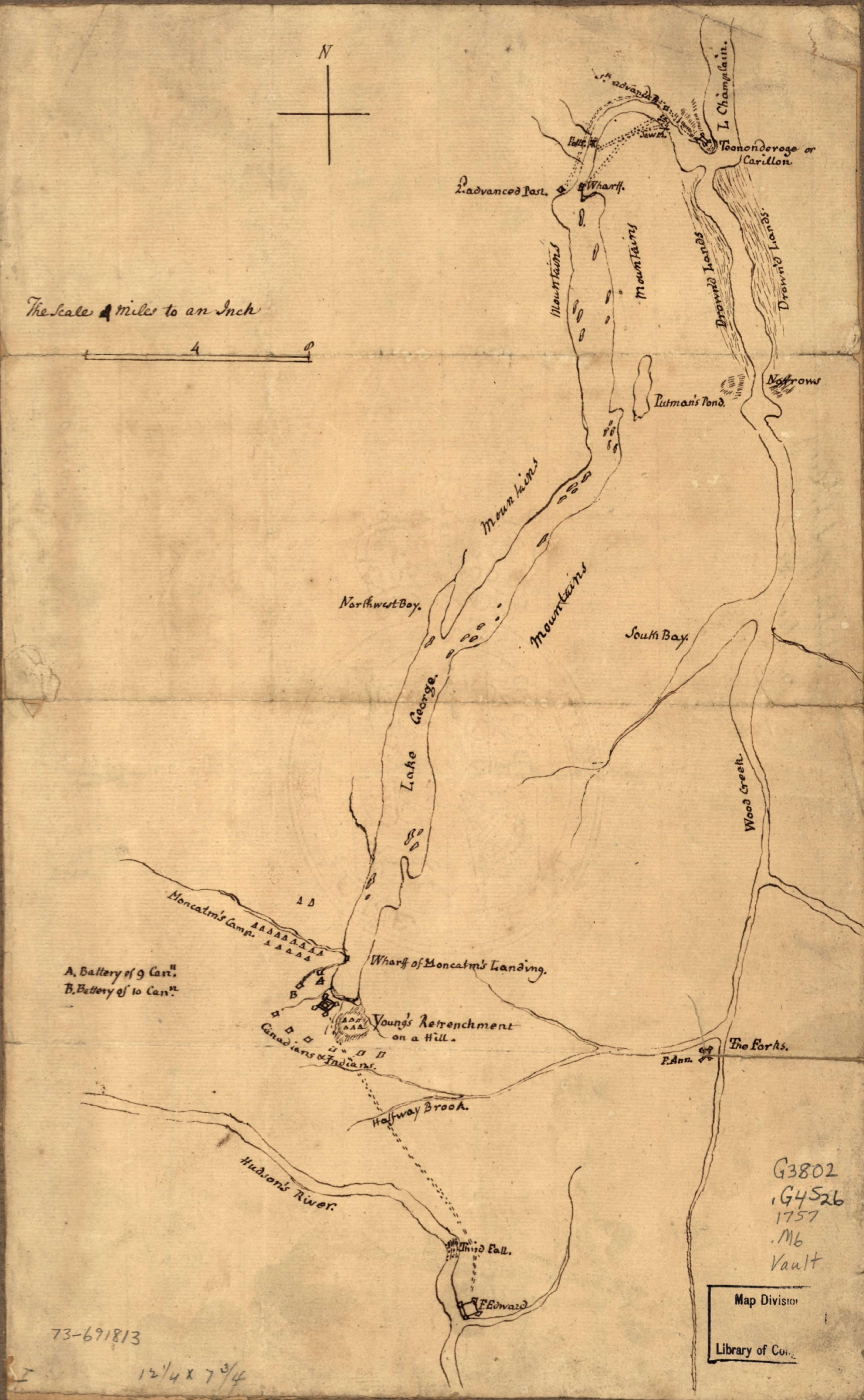
Plan du siège de Fort William Henry.

Réfugiée pour la nuit dans une caverne du rocher de Glen, la petite troupe est assaillie par des Hurons menés par Magua. Œil-de-Faucon et les deux Mohicans arrivent à fuir. Les deux jeunes filles et leurs deux compagnons sont capturés et emmenés.
Magua, ou Renard Subtil, est un chef huron qui cherche à se venger de Munro. Il propose à Cora de l’épouser, car il a besoin de quelqu’un pour tirer son eau, cultiver son maïs et cuire son gibier. Cora refuse. Au moment où les captifs vont être exécutés, ils sont délivrés par Œil-de-Faucon et les deux Mohicans. Tous gagnent le fort William Henry assiégé. Mettant la brume à profit, ils parviennent à s’y glisser.
Quelques jours plus tard, un courrier du général anglais Webb est intercepté par Montcalm. Webb y annonce à Munro qu’il ne lui enverra pas de renforts et qu'il lui conseille de se rendre. Montcalm montre le courrier à Munro et lui propose une reddition acceptable : tous les occupants pourront quitter le fort avec les honneurs militaires, en gardant armes et drapeaux. Une escorte française tiendra les alliés hurons à distance, jusqu’à l’arrivée au fort Edward (en), à cinq lieues plus au sud. Munro accepte. Magua fait savoir à Montcalm qu’il n’est pas satisfait d’une telle issue : le général français avait promis aux Hurons les scalps des Anglais.
À peine les défenseurs ont-ils quitté le fort qu’ils sont massacrés par les Hurons, tandis que l’escorte prévue n’apparaît pas. Au plus fort du massacre, Magua enlève Alice. Il est poursuivi par Cora et David La Gamme.
Trois jours plus tard, Œil-de-Faucon, les deux Mohicans, le major Heyward et le colonel Munro trouvent la piste de Magua. Ils s’élancent à sa poursuite, d’abord en canoë sur le lac Horican, puis à pied à travers la forêt. Ils retrouvent David, qui a été épargné, car les Indiens le prennent pour un fou. Les deux captives ont été séparées, selon l’usage indien : Alice se trouve dans une tribu de Hurons et Cora dans une tribu qui est une branche des Delawares (ces derniers sont traditionnellement ennemis des Hurons, mais la tribu en question s’est alliée aux Hurons par les hasards des troubles que suscite la présence européenne). Œil-de-Faucon, Uncas et le major Heyward pénètrent dans le camp huron, délivrent Alice, et trouvent refuge chez les Delawares.
Magua vient exiger que ses ennemis lui soient tous livrés. Mais les Delawares reconnaissent bientôt en Uncas un chef au sang pur, un chef des Mohicans, la tribu « grand-mère des nations ». Magua ne peut emmener que Cora.
Uncas prend la tête des Delawares, qui partent en guerre contre les Hurons. L'histoire se termine dramatiquement par la mort d’Uncas, de Cora , et puis celle de Magua.

## Personnages

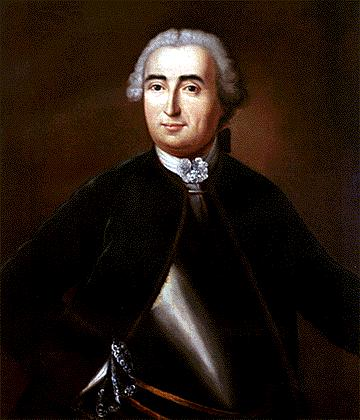
Louis-Joseph de Montcalm.

- Louis-Joseph de Montcalm, figure historique, maréchal de camp français pour les opérations en Nouvelle-France. Cooper lui reconnaît de grandes qualités, mais lui attribue néanmoins la responsabilité du massacre des occupants du fort par les autochtones américains, pour n'être pas intervenu[7]. Il s'agit de la vision du romancier, contredite par l'historiographie y compris anglo-saxonne.

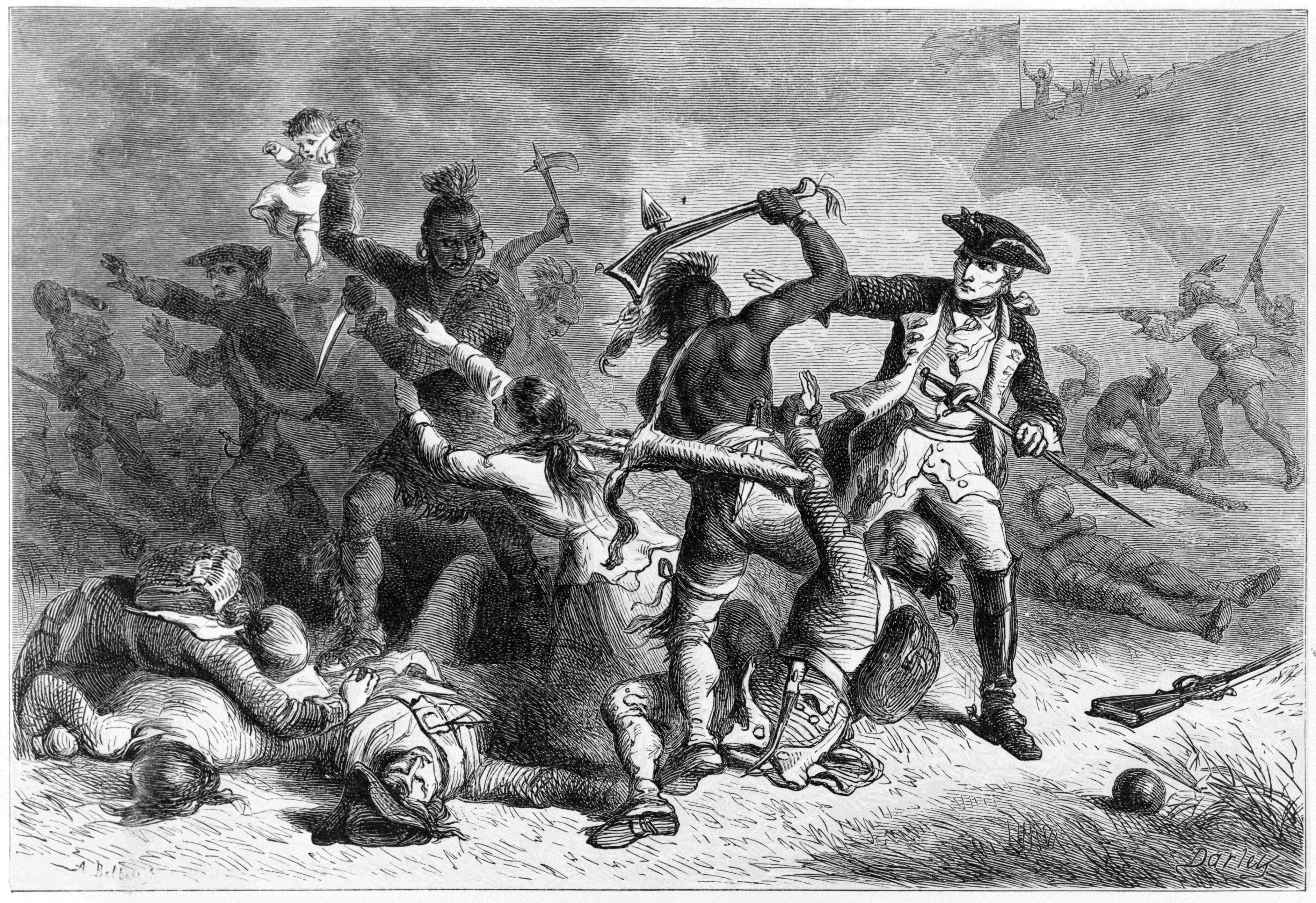
Montcalm essayant d'empêcher l'attaque des Hurons sur les soldats et civils britanniques, gravure d'Alfred Bobbett d'après une peinture de Felix Octavius Carr Darley

- Colonel George Monro, figure historique (lieutenant-colonel George Monro (1700-1757), commandant du fort britannique William Henry.
- Général Daniel Webb, figure historique (mort en 1773), commandant les armées du roi d’Angleterre dans les provinces du Nord. Il aurait pu mettre dix mille hommes en ligne contre Montcalm pour sauver le fort William Henry, mais il ne le fait pas.
- David La Gamme, maître en psalmodie.
- Magua, ou Renard Subtil, chef huron, chassé de sa tribu pour alcoolisme, fouetté par le colonel Monro pour la même raison.
- Duncan Heyward, né sur le sol américain, en Virginie, major au 60e régiment du roi d’Angleterre, amoureux d'Alice.
- Alice Monro, blonde, fille cadette du colonel.
- Cora Monro, brune, quarteronne (sa mère était mulâtresse), fille aînée du colonel.
- Natty (Nathanaël) Bumppo, dit Œil-de-Faucon, ou Bas-de-Cuir, ou La Longue Carabine (en français dans le texte), blanc élevé chez les Indiens (il rappelle à longueur d'ouvrage « la pureté de son sang »), chasseur, éclaireur des Anglais.
- Chingachgook, ou Grand Serpent, chef et sagamore mohican.
- Uncas, ou Cerf Agile, fils de Chingachgook. Il est « le dernier des Mohicans » (ce qui est faux historiquement, dit Agnès DeraiI-Imbert, puisqu’il y a toujours des Mohicans[8]).
- Tamenund, vieux sage des Delawares.

## Critique
Le Dernier des Mohicans est une méditation nostalgique sur la disparition des Amérindiens, tout en étant une annonce de la naissance des États-Unis. Il eut un énorme retentissement en Europe, dès sa publication, comme en avaient les romans contemporains de Walter Scott. Le premier titre des Chouans de Balzac, paru trois ans plus tard, lui fait allusion : Le Dernier Chouan ou la Bretagne en 1800 .
Le style de Cooper est parfois relâché : Mark Twain s’applique à en dénoncer la simplicité et la naïveté. Mais une action soutenue, le dépaysement profond, le charme de la vie sauvage, la fascination qu’exercent les Indiens emportent tout. Cet ouvrage romantique brille par les multiples rebondissements de l'intrigue, ainsi que par les descriptions de la nature dans la région frontalière des États-Unis et du Canada (l'actuel État de New York).
Comme Mark Twain le souligne encore dans son Fenimore Cooper's Literary Offences, le livre est marqué par de nombreuses invraisemblances : ainsi quand l'auteur tente de faire croire au lecteur que le major Heyward prend un étang peuplé de castors pour un village lacustre indien.
Soixante-trois ans après la parution, Edmond de Goncourt note : « La petite diligence jaune me rappelle encore une de mes plus profondes émotions. C'était cette fois en rotonde, je revenais tout seul, à douze ans, de mes premières vacances à Bar-sur-Seine et j'avais acheté les livraisons à quatre sous contenant le roman de Cooper : Le Dernier des Mohicans. Postillon, conducteur, voisin de rotonde, endroits où l'on s'arrêtait pour relayer, auberges où l'on mangea, je ne vis rien, mais rien, des choses de la route. Non, jamais je ne fus aussi absent de la vie réelle pour appartenir si complètement à la fiction. »

## Adaptations

### Peinture
Le peintre américain Thomas Cole (1801-1848) a rencontré Fenimore Cooper et s'est inspiré de son livre dans plusieurs tableaux :
- Paysage avec figures : scène du « Dernier des Mohicans », 1826[14]
- Paysage avec une scène du « Dernier des Mohicans » : la mort de Cora, 1827[15]

### Cinéma
- 1911 : The Last of the Mohicans (1911 film) (en), film américain réalisé par Theodore Marston, avec James Cruze
- 1920 : Le Dernier des Mohicans (The Last of the Mohicans), film américain réalisé par Clarence Brown et Maurice Tourneur, avec Wallace Beery
- 1932 : Le Dernier des Mohicans (The Last of the Mohicans), film américain réalisé par Ford Beebe et William Reeves Easton, avec Harry Carey
- 1936 : Le Dernier des Mohicans (The Last of the Mohicans), film américain réalisé par George B. Seitz, avec Randolph Scott
- 1947 : Last of the Redskins, film américain réalisé par George Sherman, avec Michael O'Shea
- 1950 : The Iroquois Trail (en), film américain réalisé par Phil Karlson, avec George Montgomery
- 1965 : Le Dernier des Mohicans (Lederstrumpf – Der letzte Mohikaner), film germano-italo-espagnol réalisé par Harald Reinl, avec Luis Induni
- 1967 : Chingachgook, die grosse Schlange, film est-allemand réalisé par Richard Groschopp (de), avec Gojko Mitić
- 1992 : Le Dernier des Mohicans (The Last of the Mohicans), film américain réalisé par Michael Mann, avec Daniel Day-Lewis

### Télévision
- 1968 : Lederstrumpf (La Légende de Bas-de-Cuir) réalisé Pierre Gaspar-Huit et Jean Dréville
- 1971 : The Last of the Mohicans réalisé par David Maloney, pour la BBC
- 1977 : Le Dernier des Mohicans (Last of the Mohicans), téléfilm américain réalisé par James L. Conway

### Animation
- 2004 : Le Dernier des Mohicans réalisé par Giuseppe Lagana (série TV de 26 épisodes)

### Musique
- 2008 : The Last Of The Mohicanz, musique électronique conçue par l'artiste Headhunterz

### Disques
- 1958 : Le Dernier des Mohicans avec Serge Reggiani, Suzanne Gabriello, Agnès Laurent et Jacques Dufilho, LP Philips E1R 0034[16]

### Radio
- Le roman connaît une adaptation radiophonique en deux épisodes d'une heure réalisés par Michael Fox pour le compte de BBC Radio 4 en 1995.

### Opéra
- En 1977, le Lake George Opera, aujourd'hui rebaptisé l'Opera Saratoga (en), produit l'opéra The Last of the Mohicans du compositeur Alva Henderson.

### Bande dessinée
- Le Dernier des Mohicans, 2 volumes de BD française de Georges Ramaïoli, Soleil, 1997 et 1998.
- Le Dernier des Mohicans : librement adapté du roman de James Fenimore Cooper par Cromwell, « BD graphique », Noctambule, 2010.
- Le Dernier des Mohicans, adaptation et scénario : Marc Bourgne, dessin : Marcel Uderzo, Adonis, 2010 puis reparu en 2017 dans la collection Les Grands Classiques de la littérature en bande dessinée.

### Éditions françaises
- Le Dernier des Mohicans, traduit par Auguste-Jean-Baptiste Defauconpret, Paris, Charles Gosselin éditeur, 1826.
- Le Dernier des Mohicans, traduit par François Happe, Paris, Éditions Gallmeister, collection "Totem", 2017, 480p.